# Namie Amuro
Namie Amuro (安室 奈美恵 Amuro Namie?,  Naha, Prefectura de Okinawa, 20 de septiembre de 1977) es una cantante japonesa, bailarina y previamente estrella (actriz/cantante) infantil retirada, quien, debido al peso de su popularidad era conocida como la «Reina adolescente de Japón» y la «Reina del J-pop». Su influencia a nivel doméstico ha atraído comparaciones con artistas como Janet Jackson o Madonna en la cultura pop occidental.  Se retiró de los escenarios el 16 de septiembre de 2018, dando su último concierto en su Okinawa natal.
Amuro debutó a la edad de catorce años en un grupo de chicas llamado Super Monkey's. Aunque no tuvieron mucho éxito, el grupo ganó popularidad en su último año con el sencillo «Try Me ~Watashi o Shinjite~» (1995). Amuro dejó el grupo después del lanzamiento de dos sencillos más; comenzó su carrera como solista con el entonces-pequeño e independiente sello discográfico Avex Trax. Bajo la enseñanza del productor Tetsuya Komuro, Amuro rápidamente se convirtió en un éxito comercial, produciendo ventas millonarias de sus discos y comenzando varias tendencias de moda. Su sencillo «Can You Celebrate?» (1997) se convirtió en el sencillo más vendido por una solista femenina en Japón. A finales de ese año Amuro se retiró para dedicarse a su compromiso y embarazo.
Volvió a la industria musical en 1998 con su sencillo «I Have Never Seen». Enfrentó ventas cada vez más bajas conforme pasaba el tiempo. Terminó su relación laboral con Tetsuya Komuro en 2001, y se unió al proyecto Suite Chic que la transformaría en artista R&B. Desde entonces ha estado renovándose a sí misma, y ha logrado renovar el interés de la gente en ella. Su disco Play (2007) debutó en el top de las listas de éxitos y fue seguido por los sencillos «60s 70s 80s» (2008), los primeros en ser número uno después de 10 años.
Es la única cantante japonesa que ha logrado tener un sencillo colocado en el top 10 cada año durante catorce años consecutivos. También continua combatiendo exitosamente el estigma de ser una madre soltera divorciada y trabajadora. El 30 de julio de 2008. lanzó su tercer álbum de grandes éxitos, Best Fiction, el cual fue todo un éxito siendo el álbum de una artista femenina en Japón con más ventas del 2008, 2° en el chart anual del Oricon Style y #3 en el HMV.
En 2009 Namie lanzó su sencillo WILD/Dr. el cual alcanzó el #1 en el Oricon Daily. En diciembre de 2009 Namie lanzó su 9° Álbum de estudio, titulado Past<Future. El álbum fue un éxito, vendiendo más que su anterior álbum de estudio PLAY. Luego del lanzamiento del Álbum, su sencillo doble Break it/Get Myself Back vio la luz llegando al #3 en el Oricon. En el 2011 lanza dos sencillos: Naked/Fight Together/Tempest alcanzó el 3° puesto del Oricon y SSWD!/Love Story alcanzó el 2° puesto superando las ventas del sencillo anterior.
Amuro puso fin a su carrera con su álbum de grandes éxitos Finally de 2017, que se convirtió en el mayor en ventas de la década y la convirtió en la única artista en lograr un millón de ventas en cada década de su vida desde su adolescencia, lográndolo antes de sus veinte, a sus veinte, a sus treinta y a sus cuarenta. Se retiró oficialmente de la industria musical el 16 de septiembre de 2018. En tanto esta fecha coincidió con el final de la era Heisei (1989–2019), empezó a ser llamada la «diva Heisei» representativa y el momento fue llamado «el final de una era», en ambos sentidos.
Habiendo vendido más de 40 millones de discos, Amuro es reconocida como una las artistas con más ventas en Japón por Oricon. Ha recibido galardones de los Japan Record Awards, Japan Gold Disc Awards, MTV Video Music Awards Japan y los World Music Awards.

## Biografía

### Primeros años y carrera
Amuro nació en Naha, Okinawa, criada solamente por su madre, Emiko Taira, debido a que se había divorciado cuando Namie tenía la edad de 4 años. Namie tiene ascendencia italiana por via materna, pues Emiko es mitad japonesa y mitad italiana. Taira trabajaba como empleada en una guardería y hostess en un bar para mantener a sus hijos.
Amuro no tenía la intención de convertirse en una artista; quería ser azafata. Como sea, a la edad de doce, mientras visitaba a una amiga, fue descubierta por Masayuki Makino, el dueño de la "Okinawa Actors School". Amuro se unió finalmente a este colegio. Después de dos años de estudio, Makino la colocó en un grupo llamado Super Monkey's con otras cinco chicas: Ameku Minako, Takushi Nanako, Arakaki Hisako y Makino Anna. Debutaron en septiembre de 1992 en Toshiba-EMI. Un año después graban su primer sencillo Mr. USA (ミスターUSA), y en contra de los deseos de la madre de Amuro, el grupo se mudó a Tokio.
El éxito de Super Monkey's no fue grande y cambiaban constantemente de miembros. Ameku Minako dejó la banda para trabajar con su instructora de baile pasándose a llamar así "Super Monkey's 4". Tras grabar su tercer sencillo Dancing Junk, Aragaki Hisako deja la banda donde Matsuda Ritsuko (リナ) y Miyauchi Reina (レイナ) fueron las escogidas para reemplazar a las otras dos pequeñas. 
Desde ese momento Amuro captó la atención de todos convirtiéndose, nuevamente en "Namie Amuro and the Super Monkeys", nombre bajo el cual editaron su cuarto sencillo Paradise Train. Aparte de las actividades con el grupo, tuvo pequeños papeles en dramas televisivos y pequeños filmes. 
Después de dejar a Super Monkey's, Amuro lanzó dos sencillos como solista bajo la firma Toshiba-EMI y las otras chicas formaron su propio grupo llamado MAX.

### 1995-1997: Éxito comercial
El sencillo debut de Amuro en Avex, "Body Feels Exit", fue lanzado en octubre de 1995. Fue el primer fruto de su relación laboral con el productor Tetsuya Komuro. "Chase the Chance" fue lanzado dos meses después y se convirtió en su primer sencillo número uno con ventas millonarias. Ganó el Golden Arrow Award 1995.
En la primera mitad de 1996, Amuro acumuló sencillos de ventas millonarias: "Don't Wanna Cry" y "You're My Sunshine". Su álbum de estudio Sweet 19 Blues, lanzado el 22 de julio de 1996, fue un éxito comercial, vendiendo más de tres millones de unidades. Su popularidad aumentó también. Apareció en la pantalla grande en dos películas y se convirtió en un icono de la moda en Japón, iniciando una moda llamada Amuraa caracterizada por piel bronceada, cabello teñido, minifalda y botas. 
El 27 de noviembre de 1996, lanzó el sencillo "A Walk in the Park", que también vendió más de un millón de unidades. A finales de 1996, Amuro ganó el Grand Prix Award, el honor más grande en las industrias musicales de Japón, por su canción "Don't wanna cry", convirtiéndola en la artista más joven en haberlo ganado. Hizo Okinawa más popular en el país.
Su primer sencillo de 1997, "Can You Celebrate?", finalmente vendió 2,29 millones de copias, siendo el sencillo mejor vendido por una artista femenina en Japón. Ese mismo año, después del lanzamiento de otro sencillo "How to be a girl", y un segundo álbum, Concentration 20, Amuro realizó un tour en cuatro domos de Japón en el verano. El 3 de agosto de ese año, las ventas de sus discos alcanzaron los 20 millones.
En el invierno, Amuro anunció en una conferencia de prensa que había contraído matrimonio con Masaharu Maruyama (también conocido como Sam del grupo TRF), y que debido a esto y a que tenía tres meses de embarazo se retiraría temporalmente de la industria musical. Al final de ese mismo año, ganó el Grand Prix Award de nuevo pero esta vez por "Can You Celebrate?" y realizó su apariencia final en Kouhaku Uta Gassen.

### 1998-2001: Luchas profesionales y personales
El 19 de mayo de 1998, Namie, a la edad de 20 años, dio a luz a su hijo Haruto Maruyama (安室温大, Maruyama Haruto). Haruto nació en el Maruyama Memorial General Hospital ubicado en el distrito de Iwatsuki, en la prefectura de Saitama.
Haruto Maruyama nació como fruto del matrimonio de Namie con el cantante y bailarín "SAM", cuyo nombre real es Masaharu Maruyama (まるやま まさはる, Maruyama Masaharu). Amuro y Maruyama se casaron el 22 de octubre de 1997.
Amuro regresó a la industria musical en diciembre de ese año, con su sencillo "I Have Never Seen". Su primera aparición televisiva fue en el Kouhaku Uta Gassen, donde cantó "Can you Celebrate?", su más exitoso sencillo. Al final de la canción, Namie no pudo contener las lágrimas al oír a sus fanes gritar su nombre y agradecer su vuelta.
En marzo de 1999, salió su segundo sencillo "RESPECT the Power of Love". Ese mismo día, su madre, Emiko Taira, fue asesinada. Namie voló rápidamente a Okinawa, cancelando las promociones del sencillo, para identificar el cuerpo de su madre. Tras este hecho, Namie se hizo su tatuaje del brazo izquierdo, donde pone: "My mothers love live with me. Eternally in my heart. R.I.P. 17/03/1999" (El amor de mi madre vive conmigo. Para siempre en mi corazón. R.I.P. 17/03/1999).
Su tercer sencillo "Toi et Moi", fue utilizado para la película de Pokémon: The Movie (2000).
Su siguiente sencillo "Someting bout' the kiss" fue producido por el productor americano de Hip-Pop/R&B, Dallas Austin.
Su primer álbum desde su "Hiatus", fue producido por Tetsuya Komuro y Dallas Austin, llamado "Genius 2000" publicado en enero de 2000. El álbum alcanzó el número uno de Oricon. Pasó la primera parte del año 2000 en el Tour del "Genius 2000".
Después de la gira presentó su siguiente sencillo "Never End", en julio de 2000.
El siguiente álbum de Namie Amuro "Break The Rules", no logró el puesto número uno del Oricon, quedando en el segundo puesto. A partir de mayo de 2001 Namie comenzó el Tour de este. La gira acabó en mayo.
En agosto lanzó su sencillo "Say the word", donde por primera vez, Namie escribió la letra. El sencillo marcó también el fin de su relación de trabajo entre ella y su productor Tetsuya Komuro. Sin embargo, en diciembre de ese año, Komuro trabajó en el sencillo "Lovin' it", que Namie cantó junto con Verbal del grupo m-flo.

### 2002-2006: Nueva imagen y dirección
El 13 de marzo de 2002, lanzó su nuevo álbum de grandes éxitos "Love Enhanced".
En julio de 2002, se divorció de Sam (Masaharu Maruyama) y la custodia de Haruto pasa a él.
El 11 de septiembre de 2002, lanzó su sencillo "Wishing on the Same Star" escrito por Diane Warren, alcanzando el puesto número dos en el gráfico semanal de Oricon. La canción fue originalmente cantada por Keedy en 1991.
Desde diciembre de 2002, se vio plenamente inmersa en el proyecto musical japonés de R&B "Suite Chic". Lanzaron dos sencillos, un álbum y un álbum de re-mezclas antes de acabar el proyecto en 2003.
Después de eso, volvió a su carrera en solitario. Lanzó los sencillos "Shine More" (06/03/2003), "Put 'Em Up" (16/07/2003) y "So Crazy" (16/10/2003). Su siguiente sencillo "Come" fue utilizado para el anime "InuYasha".
A final de año lanzó el álbum titulado "Style".
Desde el 29 de noviembre de 2003 hasta el 11 de abril de 2004, se encontró de gira en el Tour "So Crazy Best Singles 2003-2004. Poco después de la gira, lanzó la balada "All For You", seguido del sencillo "Girl Talk/the Speed Star" publicado el 14 de octubre de 2004.
Tras el terremoto en el océano en el sudeste asiático, Namie participó como única representante japonesa de la MTV Asia Aid en febrero de 2005, donando 10 millones de yenes para los niños afectados.
El 6 de abril de 2005 lanzó su sencillo "Want Me, Want Me". Que fue un éxito muy bien recibido, quedando en la segunda posición en el Oricon. En mayo de 2005, tras tres años de su divorcio, se informa de que Namie va a pelear por la custodia de su hijo Haruto. En agosto, se informa oficialmente que Namie ganó la custodia.
El 29 de mayo de ese año, Namie acude a MTV Video Music Awards Japan, donde recibió los premios de "Mejor video R&B" y "Artista Más Impresionante Asiática". Ya otros años, Namie había sido premiada con "Inspiración Musical de Japón" en 2002 y "Mejor Colaboración" en 2003.
El 13 de julio de 2005 sale su sexto álbum "Queen of Hip-Pop". En colaboración con MGM Studios, Namie utilizó a la Pantera Rosa para el álbum y una "mujer pantera" creada especialmente para el álbum. Cuando el álbum se terminó, Namie dijo que aún no había logrado perfeccionar del todo su voz.
En septiembre de 2005, Namie comenzó el Tour "Space of Hip-POP". Poco después del comienzo del Tour, Namie hizo la oferta a la empresa de distribución japonesa de la película Sin City de cantar su canción. La empresa consideró que la imagen de Namie encaja con la película y aceptó su oferta. La canción "Violet Sauce" salió a la luz con el sencillo "White Light/Violet Sauce" el 16 de noviembre de 2005. Poco después lanzó "Filmography 2001-2005", una recopilación de sus vídeos musicales desde 2001 hasta 2005.
El 17 de mayo de 2006 lanzó el sencillo "Can't sleep, Can't eat, I'm sick/Nyngo". Otro sencillo de Namie que queda en el segundo puesto del Oricon. En agosto de 2006 comenzó su Tour de "Live Style 2006". A final de año dijo que en 2007 tenía intención de mejorar su actuaciones.

### 2007-2012: Revive la «Reina del J-pop»
El primer sencillo de Namie salió el 24 de enero de 2007, llamado "Baby Don't Cry". El A-side fue utilizado como tema principal del Drama "Himitsu no Hanazono". Este sencillo supuso un resurgir de Amuro puesto que fue su sencillo más vendido desde la salida del sencillo "Say the word" en 2001.
El sencillo número 32 de Namie Amuro, "Funky Town", fue lanzado el 4 de abril de 2007. Ese mismo año, Namie también participó en el álbum de m-flo, "cosmicolor", con la canción llamada "Luvotomy".
Su esperado y séptimo álbum, "PLAY", fue lanzado el 27 de junio de 2007. "PLAY" ganó el puesto número uno en el Oricon, su primer número uno desde que lanzó "Genius 2000". Una de las canciones del álbum, llamada "Top Secret", se usó en la 2ª temporada de Prison Break. La canción "Hide&Seek" fue utilizada como promoción del álbum en radios y TV. Namie grabó un PV para dicha canción así como otro para otra de las canciones del álbum titulada "Hello". Para promocionar el álbum, del 18 de agosto de 2007 hasta el 27 de febrero de 2008, Namie realizó el Tour de "PLAY Tour 2007".
El primer sencillo de Namie en 2008 llamado "60s 70s 80s" fue publicado el 12 de marzo y fueron usados para la campaña de marketing del champú Vidal Sasson. El sencillo contiene tres canciones "New Look"(60s), "Rock Steady"(70s) y "What a FEELING"(80S). Dichas canciones usaban samplings de famosas canciones americanas de cada época: Baby Love de The Supremes, Rock Steady de Aretha Franklin y What a Feeling de Irene Cara, tema del famoso film de 1983 Flashdance. Este sencillo alcanzó el número uno en el Oricon con más de 290.000 copias vendidas, convirtiéndose en su sencillo más vendido desde "I HAVE NEVER SEEN", lanzado diez años antes.
El 25 de marzo de 2008 Namie ganó el premio al "Mejor Vídeo Femenino" por el video musical de "Hide&Seek" en el Space Shower TV. "Hide&Seek" también ganó el premio al "Mejor vídeo R&B" en MTV Music Video Awards Japan 2008 el día 31 de mayo. En mayo de 2008, Namie colaboró con DOUBLE en la canción "Black Diamond", que obtuvo el certificado de doble platino por la Recording Industry Association de Japón. El 31 de julio participó en el concierto de DOUBLE en la canción "Black Diamond".
Namie publicó su tercer álbum de grandes éxitos el "BEST FICTION" el día 30 de julio de 2008. El álbum recoge todos sus sencillos desde 2002, más dos canciones nuevas. "Do Me MORE", utilizada en la campaña de Vidal Sasson, y "Sexy Girl", tema del drama de la NHK: Otome no Punch. "BEST FICTION" vendió más de 681.000 copias en la primera semana, convirtiéndose en otro número uno del Oricon. Tras la friolera de 6 semanas en el número 1 y más de 2 años en los charts, el recopilatorio vendió 1.840.088 copias. Además, el "BEST FICTION" ganó el premio a "Mejor álbum del Año" en 50th Japan Record Awards. El 28 de octubre comenzó la gira de "BEST FICTION 2008-2009 Tour".
El 18 de marzo de 2009, salió el sencillo "WILD/Dr.", también utilizado en un marketing de Vidal Sasson con Namie Amuro. Este sencillo también alcanzó el primer puesto en el Oricon.
Namie colaboró con ravex en una canción de su álbum Trax, llamada "ROCK U. feat. Namie Amuro.
En junio de 2009, Namie participó en un comercial para la marca McDonald's, sobre la hamburguesa Quarter Pounder con la etiqueta "BIG MOUTH".
El 16 de diciembre de 2009 se puso en venta su octavo álbum de estudio "Past<Future". El álbum debutó #1 en el Oricon daily chart, y en su primer día vendió alrededor de 112,000 copias. Al final de la primera semana de su lanzamiento, el álbum estaba en la cima del Oricon weekly album chart, vendiendo alrededor de 331,000 copias. De acuerdo con Oricon el álbum vendió 545,929 copias en 10 semanas, sobrepasando las ventas del anterior álbum de Namie, PLAY. Para octubre de 2010 es el cuarto álbum más vendido del 2010. Además, este álbum fue el primero, en toda la historia, en posicionarse como número uno en 5 países Asiáticos, estableciendo un nuevo récord.
En la premiación de los MTV Video Music Awards Japan 2010, obtuvo el premio como Mejor Video Femenino, con su tema FAST CAR, que rompió con los esquemas de música que había producido antes, mostrando una canción fresca y bailable, junto con la combinación de un buen vestuario y escenografía, además de una imagen más provocativa y sensual.
El 18 de mayo de 2010 se festejaron los World Music Awards en Montecarlo, Mónaco, evento al que asistió Namie, siendo la primera estrella Asiática que pisara la alfombra roja, y más impresionante fue que canto “Hide & Seek” de su disco “PLAY”, recibiendo después el premio de Best Asian Artist, que fue entregado por Paris Hilton, quien presentó a Namie Amuro como una cantante consagrada y una leyenda en Japón, además de estar durante 10 años consecutivos en el TOP TEN.
La cadena de televisión de WOWOW, que ha transmitido los Premios Grammy desde la década de 1990, ofreció a la cantante Namie Amuro una invitación para el evento 2010 y una entrevista exclusiva con Lady Gaga, quien Amuro ha declarado públicamente que es un gran fan de ella. WOWOW había obtenido una cuota de producción de 100 millones de yenes para el programa, y ofreció Amuro tasas en el doble millones de dígitos, pero rechazo la oferta.Otro individuo de la industria comento que Amuro declaró categóricamente que ya no quería hacer apariciones en televisión, y que no necesita más dinero con tal de que pueda vivir con su hijo y ser feliz. El ingreso anual de Amuro se rumorea que está a unos 100 millones de yenes, principalmente de sus giras de conciertos y regalías. Rara vez aparece en la televisión, con la excepción de los programas de música de vez en cuando.
El 28 de julio de 2010 lanzó un nuevo sencillo bajo el nombre de Break It/Get Myself Back en dos ediciones: una edición CD que contiene los tracks Break It y Get Myself Back y una edición con DVD que incluye el videoclip de cada tema y su respectivo making of.
Para 2011 Namie anunció un nuevo material discográfico de Colaboraciones, y su Arena tour 2011, con 36 fechas y 18 locaciones, su Arena tour 2011 será solo en Japón, y posiblemente sea sobre su álbum de colaboraciones el cual incluye su colaboración con: DOUBLE, m-flo, Ai, etc. En febrero de 2011 se anunció su colaboración con Anna Tsuchiya y Ai, la canción se Titula "Wonder Woman" y es utilizada en la campaña de Namie con Coca Cola, llamada "WILD RACE" donde ella compite una carrera de motocicletas en un desierto contra robots.
Debido a los sucesos del terremoto de Japón del 2011, y los problemas que surgieron a raíz de este, Checkmate! su álbum de colaboraciones al igual que otros trabajos discográficos de AVEX fueron pospuestos de manera indefinida. Namie donó un total de 43 millones de euros para ayudar a su país a superar esta crisis, siendo la persona que más ha donado a la causa de entre todos los artistas y discográficas japonesas.
El álbum Checkmate! salió al mercado en abril, en su primer día logró unas ventas de 93168 copias vendidas consiguiendo el #1 en el "Oricon Daily Album Chart", después de su primera semana consiguió 253000 copias vendidas, consiguiendo el #1 en el "Oricon Weekly Album Chart", y aun perdiendo el número uno en una semana, logró llegar al #1 en el "Oricon Monthly Album Chart". Actualmente lleva vendidas más de 430000 copias.
En julio de 2011 salió a la venta un nuevo sencillo "Triple A side" titulado: "NAKED, Fight Together, Tempest", NAKED fue usada en los anuncios de la línea da maquillaje Kose - Esprique, Fight Together es opening n.° 14 del anime One Piece, y Tempest es una balada coescrita por Amuro para el Drama del mismo nombre. A finales de año, lanzó un nuevo sencillo Doble A-side titulado Sit! Stay! Wait! Down! / Love Story, siendo utilizadas ambas canciones en el popular Drama <<Watashi ga Renai Dekinai Riyuu>>. Aunque dicho sencillo no consiguió alcanzar el top de Oricon, se convirtió en su sencillo más vendido desde 60s70s80s. Coinciendo con la salida de este sencillo, se inauguró su página oficial en la red social Facebook y previamente tu canal oficial de Youtube. Dentro del Doble A-side Single Sit! Stay! Wait! Down! / Love Story se incluye la canción utilizada por ESPRIQUE en el CM, "Arigatou... and thank the world for LOVE" la cual es de Free Download en la página oficial de Facebook, ya que fue un regalo por Namie a los fanes del mundo y a los japoneses por la tragedia en Japón. El 21 de diciembre se lanzó el DVD de su tour de 2011 titulado "Namie Amuro Live Style 2011" el cual consiguió el n.° 1 tanto en DVD como formato Blu-Ray por segunda vez, igualándose al récord previamente establecido por Ayumi Hamasaki.
En 2012 Edita su álbum UNCONTROLLED, y realiza la gira "Namie Amuro: 5 Major Domes ~20th Aniversary Best~" en los Domos de las ciudades de Fukuoka, Osaka, Saporo, Nagoya y Tokio, conmemorando sus veinte años de carrera en la industria musical. En 2013 consigue crear el la etiqueta Dimension Point, bajo el sello discográfico Avex Trax, editando ese mismo año el álbum FEEL y el emprendiendo el "Namie Amuro FEEL Tour 2013". En 2014 Edita el sencillo Tsuki y "Ballada", un álbum de grandes éxitos que recopila las baladas editadas a lo largo de su carrera, convirtiéndose en su séptimo álbum consecutivo en alcanzar en #1 en el Oricon Style desde Play. En ese mismo año anuncia su gira "Live Style 2014", con 36 conciertos en Japón.

### 2013–2015:Feel,BalladayGenic

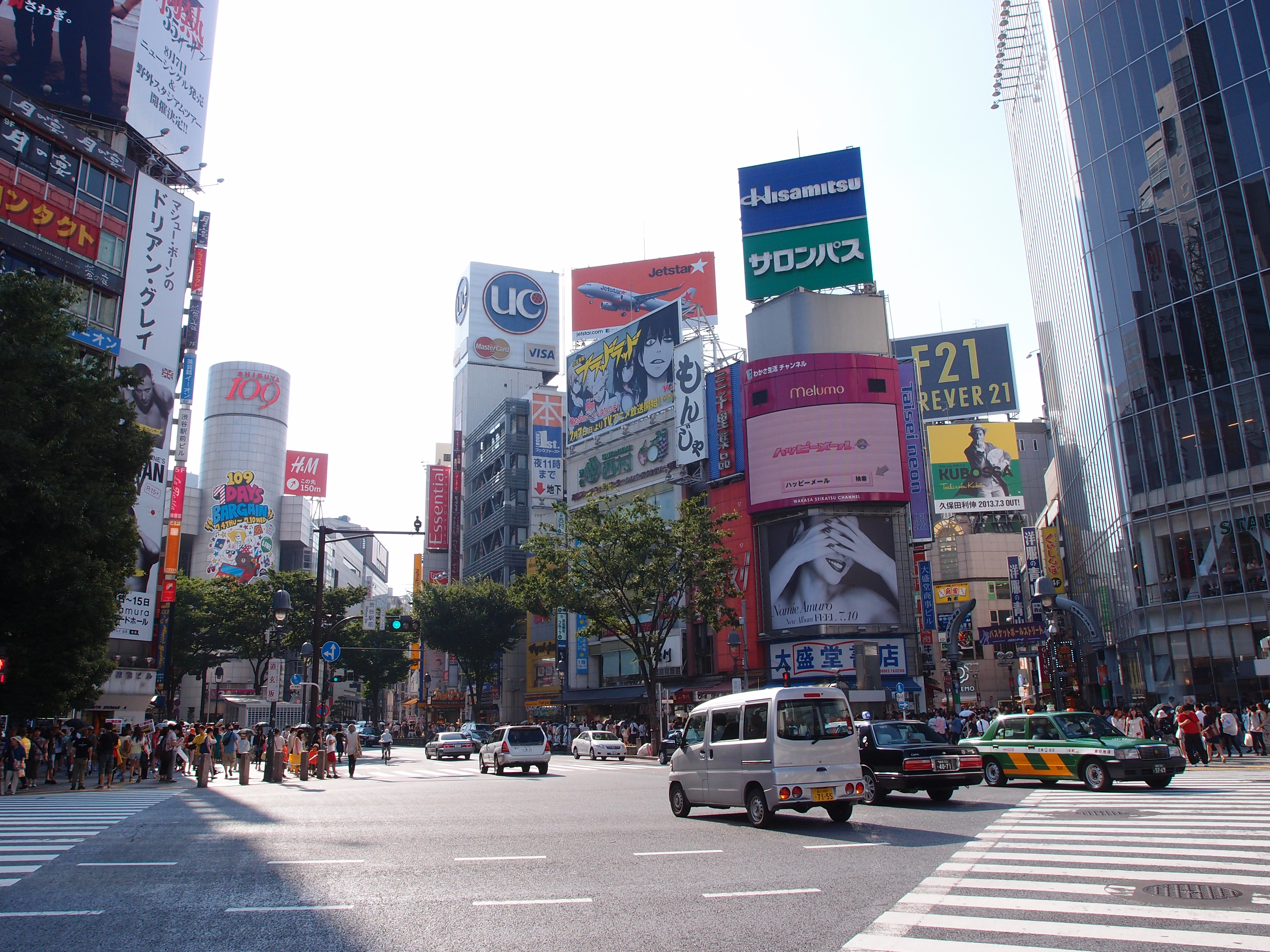
En julio de 2013, Amuro presentó su álbum Feel en una valla publicitaria en Shibuya.

El 6 de marzo de 2013, Amuro lanzó su sencillo doble cara A «Big Boys Cry/Beautiful». Aunque ambos temas aparecieron en anuncios de la marca de maquillaje Kosé, su experiencia comercial resultó en el sencillo con peores ventas de la cantante hasta la fecha, apenas vendiendo 30 000 unidades en Japón.  Amuro regresó a los lanzamientos exclusivamente digitales con su sencillo «Contrail», que se utilizó como tema principal de la serie Flying Public Relations Office de la Tokyo Broadcasting System (TBS), y vendió más de 250.000 copias digitales en Japón. Además, se lanzaron dos canciones más en la iTunes Store para promocionar su entonces próximo álbum: «Hands on Me» y «Heaven».  El 10 de julio de 2013, Amuro lanzó su undécimo álbum de estudio y segundo bilingüe, Feel.  Este fue su primer lanzamiento de estudio a través de su propio sello discográfico, Dimension Point, operado por Avex Trax. A pesar de ofrecer la canción «Beautiful» como sencillo, no logró entrar en la lista final de canciones del álbum.  Fue un éxito comercial en la lista de álbumes de Oricon, debutando en el primer puesto y fue certificado platino por RIAJ. Para promocionar el álbum, Amuro realizó su gira FEEL Tour 2013, que se extendió del 16 de agosto al 23 de diciembre de 2013.  El DVD y Blu-ray en vivo de la gira se lanzaron el 26 de febrero de 2014.
Durante los lanzamientos digitales de Amuro, se le ofreció participar en la nueva versión de «Waterfalls», una canción originalmente grabada por el grupo femenino estadounidense TLC. Amuro, quien conoció al grupo durante las sesiones de la cantante con el productor Dallas Austin, y del cual eran grandes fans sus compañeras exalumnas de la Escuela de Actores de Okinawa de la banda Speed, aceptó el papel y regrabó el segmento de rap como homenaje a la exintegrante Lisa «Left Eye» Lopes, quien falleció en un accidente automovilístico en La Ceiba, Honduras, en 2002. A pesar de ser un lanzamiento exclusivo para Japón, la versión de Amuro fue criticada debido al anuncio de su participación sin el conocimiento de la familia de Lopes, aunque la hermana de Lopes declaró posteriormente que no tenía objeciones a la inclusión de Amuro. Sin embargo, TLC defendió la participación de Amuro, ya que ninguno de los miembros tenía acceso a los derechos de grabación maestra de Lopes y «se vieron obligados a recurrir a formas creativas para honrar la memoria de Lisa y celebrar este hito con los fans».
En 2014, Amuro lanzó su sencillo «Tsuki», que incluía la canción principal y dos composiciones digitales previas: «Ballerina» y «Neonlight Lipstick». El sencillo físico fue un éxito de ventas, mientras que la canción principal obtuvo un premio de platino por la RIAJ. El 4 de junio de 2014, Amuro lanzó Ballada, su primera recopilación conceptual de grandes éxitos. Quince canciones fueron seleccionadas a través de una encuesta de fans en el sitio web de la cantante, y algunas fueron regrabadas con nuevas voces y arreglos de Amuro. Además, un paquete de DVD adicional incluía nuevos videos musicales para sus sencillos de los 90 «Sweet 19 Blues» y «Can You Celebrate?», y dos videos recién establecidos para «Himawari» y «Four Seasons».  Fue colocado en la primera posición por Oricon, y se movió por debajo de las 500.000 unidades en Japón.  En apoyo del álbum, Amuro realizó su segunda gira nacional Live Style 2014, que abarcó entre el 22 de agosto y el 23 de diciembre de 2014. El DVD y Blu-ray en vivo de la gira se lanzaron el 11 de febrero de 2015, a través de su sello Dimension Point.  En noviembre de 2014, Amuro lanzó su primer sencillo independiente titulado «Brighter Day», que presentó un total de tres pistas diferentes e instrumentales.  Tuvo un éxito moderado en el Oricon Singles Chart, mientras que la canción principal vendió más de 250.000 copias digitales en Japón.  Ese mismo mes, Amuro colaboró con la cantante taiwanesa Jolin Tsai en la canción «I'm Not Yours», que se lanzó como tema del álbum Play (2014) de Tsai.  El video musical de la canción se publicó en YouTube el 2 de febrero de 2015.
El 10 de junio de 2015, Amuro lanzó su duodécimo álbum de estudio y tercer álbum bilingüe, Genic.  Este marcó su primer disco con su propia compañía de representación, Stella88, que fundó tras dejar Vision Factory. A pesar de contar con cinco videos musicales del disco, la colección completa de canciones fue grabada de nuevo y no incluyó sencillos. Sin embargo, fue un éxito comercial, alcanzando la cima de la lista de álbumes de Oricon y vendiendo 250 000 copias solo en Japón. En colaboración con Google, el video musical de «Anything», una de las canciones de Genic, se produjo como una extensión de Google Chrome.  Para promocionar el álbum, Amuro realizó su gira Livegenic 2015-2016, que se extendió entre el 5 de septiembre de 2015 y el 10 de febrero de 2016. Durante el transcurso de sus fechas de conciertos de diciembre, Amuro lanzó su segundo maxisencillo independiente «Red Carpet» el 2 de diciembre de 2015. La canción del lado B del sencillo, «Black Make Up», se usó como banda sonora final de la serie de anime One Piece. A pesar de alcanzar el número dos en Oricon Singles Chart, las ventas de «Red Carpet» cayeron y solo se vendieron 36.000 unidades en Japón, lo que lo convirtió en uno de los sencillos de Amuro con menores ventas hasta la fecha. El DVD y Blu-ray en vivo de LIVEGENIC 2015-2016 se lanzaron el 2 de marzo de 2016.

## Discografía

### Álbumes de estudio
- 1995: DANCE TRACKS VOL.1
- 1996: SWEET 19 BLUES
- 1997: Concentration 20
- 2000: GENIUS 2000
- 2000: break the rules
- 2003: STYLE
- 2005: Queen of Hip-Pop
- 2007: PLAY
- 2009: PAST FUTURE
- 2012: Uncontrolled
- 2013: FEEL
- 2015: _genic

### Álbumes compilados
- 1996: ORIGINAL TRACKS VOL.1
- 1998: 181920
- 2002: LOVE ENHANCED single collection
- 2008: BEST FICTION
- 2011: Checkmate!
- 2014: Ballada
- 2017: Finally

### Maxi Singles
- 2014: TSUKI

- 1. TSUKI
- 2. Neonlight Lipstick
- 3. Ballerina

## Vídeos musicales
1. 1995 - Taiyou no SEASON
2. 1995 - Stop the music
3. 1995 - Body Feels EXIT
4. 1995 - Chase the Chance
5. 1996 - Don't wanna cry
6. 1996 - You're my sunshine
7. 1996 - SWEET 19 BLUES
8. 1996 - a walk in the park
9. 1997 - CAN YOU CELEBRATE?
10. 1997 - How to be a Girl
11. 1997 - Dreaming I was dreaming
12. 1998 - I HAVE NEVER SEEN
13. 1999 - RESPECT the POWER OF LOVE
14. 1999 - SOMETHING 'BOUT THE KISS
15. 2000 - LOVE 2000
16. 2000 - NEVER END
17. 2000 - PLEASE SMILE AGAIN
18. 2001 - think of me
19. 2001 - think of me (Non-Edit Version)
20. 2001 - Say the word
21. 2002 - I WILL
22. 2002 - Wishing On The Same Star
23. 2002 - Did U
24. 2003 - shine more
25. 2003 - Put 'Em Up
26. 2003 - SO CRAZY
27. 2003 - Come
28. 2004 - ALARM
29. 2004 - ALL FOR YOU
30. 2004 - GIRL TALK
31. 2004 - the SPEED STAR
32. 2005 - WANT ME, WANT ME
33. 2005 - WoWa
34. 2005 - White Light
35. 2006 - CAN'T SLEEP, CAN'T EAT, I'M SICK
36. 2006 - Ningyo
37. 2007 - Baby Don't Cry
38. 2007 - FUNKY TOWN
39. 2007 - Hide & Seek
40. 2007 - Hello
41. 2008 - NEW LOOK
42. 2008 - ROCK STEADY
43. 2008 - WHAT A FEELING
44. 2008 - Do Me More
45. 2008 - Sexy Girl
46. 2009 - WILD
47. 2009 - Dr.
48. 2009 - The Meaning Of Us
49. 2009 - FAST CAR
50. 2009 - LOVE GAME
51. 2009 - Defend Love
52. 2010 - Break It
53. 2010 - Get Myself Back
54. 2011 - Wonder Woman (Amuro Namie feat. Ai & Tsuchiya Anna)
55. 2011 - make it happen (Amuro Namie feat. AFTERSCHOOL)
56. 2011 - UNUSUAL (Amuro Namie feat. Yamashita Tomohisa)
57. 2011 - #1 (Amuro Namie feat. Kawabata Kaname (CHEMISTRY))
58. 2011 - NAKED
59. 2011 - Tempest
60. 2011 - Love Story
61. 2012 - Go Round
62. 2012 - YEAH-OH
63. 2012 - ONLY YOU
64. 2012 - Hot Girls
65. 2012 - Let's Go
66. 2012 - In The Spotlight (TOKYO)
67. 2012 - Damage
68. 2013 - Big Boys Cry
69. 2013 - Contrail
70. 2013 - Hands On Me
71. 2013 - Heaven
72. 2013 - Let Me Let You Go
73. 2013 - Alive
74. 2013 - Ballerina
75. 2013 - Neonlight Lipstick
76. 2014 - TSUKI
77. 2014 - Four Seasons (New Music Video)
78. 2014 - HimAWArI (New Music Video)
79. 2014 - CAN YOU CELEBRATE? (New Music Video)
80. 2014 - SWEET 19 BLUES (New Music Video)
81. 2014 - BRIGHTER DAY
82. 2014 - SWEET KISSES
83. 2015 - Birthday
84. 2015 - Stranger
85. 2015 - Anything
86. 2015 - Fashionista
87. 2015 - Golden Touch

SUITE CHIC
1. 2002 - GOOD LIFE feat. FIRSTKLAS
2. 2003 - "Uh Uh,,,,,," feat. AI

Colaboraciones
1. 2001 - lovin' it (Amuro Namie & VERBAL)
2. 2006 - Do What U Gotta Do feat. AI, Amuro Namie & Mummy-D (ZEEBRA)
3. 2008 - Luvotomy (m-flo ♥ Amuro Namie)
4. 2008 - BLACK DIAMOND (DOUBLE & Amuro Namie)
5. 2010 - FAKE feat. Amuro Namie (Ai)
6. 2011 - Wonder Woman (Amuro Namie feat. Ai & Anna Tsuchiya)
7. 2011 - make it happen (Amuro Namie feat. AFTERSCHOOL)
8. 2011 - #1 (Amuro Namie feat. Kawabata Kaname (CHEMISTRY))
9. 2011 - UNUSUAL (Amuro Namie feat. Yamashita Tomohisa)
10. 2011 - BLACK OUT feat. Lil Wayne & Amuro Namie (VERBAL)
11. 2014 - Grotesque (Ken Hirai feat Namie Amuro)
12. 2015 - I´m Not Yours Jolin Tsai feat Namie Amuro

### Ventas Anuales
| Año   | Ventas     |
| ----- | ---------- |
| 1995  | 5,250,890  |
| 1996  | 7,786,110  |
| 1997  | 7,236,110  |
| 1998  | 2,346,780  |
| 1999  | 1,133,410  |
| 2000  | 2,222,650  |
| 2001  | 255,340    |
| 2002  | 532,872    |
| 2003  | 600,210    |
| 2004  | 339,147    |
| 2005  | 760,527    |
| 2006  | 700,525    |
| 2007  | 880,314    |
| 2008  | 1,866,251  |
| 2009  | 1,005,041  |
| 2010  | 271,735    |
| Total | 33,464,798 |

## Conciertos y tours
- 31 de agosto de 1996 - 1 de septiembre de 1996: Summer Presents '96 Amuro Namie with Super Monkey's (sic)
- 23 de marzo de 1997 - 18 de mayo de 1997: Namie Amuro tour 1997 a walk in the park
- 26 de julio de 1997 - 13 de agosto de 1997: Mistio presents Namie Amuro Summer Stage '97 Concentration 20
- 20 de marzo de 2000 - 7 de mayo de 2000: Namie Amuro Tour "Genius 2000"
- 18 de marzo de 2001 - 27 de mayo de 2001: Namie Amuro tour 2001 Break the Rules
- 17 de octubre de 2001 - 10 de noviembre de 2001: Namie Amuro tour "AmR" '01
- 29 de noviembre de 2003 - 11 de abril de 2004: Namie Amuro So Crazy tour featuring Best singles 2003-2004
- 27 de agosto de 2004 - 20 de septiembre de 2004: Namie Amuro tour "fan space '04"
- 1 de septiembre de 2005 - 24 de diciembre de 2005: Space of Hip-Pop -namie amuro tour 2005-
- 13 de agosto de 2006 - 23 de noviembre de 2006: Namie Amuro Best tour "Live Style 2006"
- 18 de agosto de 2007 - 13 de abril de 2008: Namie Amuro Play tour 2007-2008
- 25 de octubre de 2008 - 30 de julio de 2009: Namie Amuro Best Fiction tour 2008-2009
- 3 de abril de 2010 - 15 de diciembre de 2010: Namie Amuro PAST Tour 2010
- 30 de julio de 2011 - 27 de diciembre de 2011: Namie Amuro Live Style 2011

## Filmografía
Drama
- Ichigo hakusho (TV Asahi, 1993)
- Toki o Kakeru Shojo (Fuji TV, 1994)
- Watashi, mikata desu (TBS, 1995)
- Station (NTV, 1995)
- 湘南リバプール学院 (Fuji TV, 1995)

Filmes
- That's Cunning! Shijo Saidan no Sakusen (1996)
- Gakko II: The Learning Circle (alias: A Class To Remember 2) (1996) (Cameo)
- Doraemon The Gadget Cat From The Future (2015) "Película con personas reales" (Shizuka Minamoto "de adolescente")

Canciones para Anime
- "Toi et Moi" - ending para Pokémon: The Movie 2000 (1999)
- "Come" - 7° ending de InuYasha (2003)
- "Four Seasons" - tema para la 3° película de Inuyasha (2003)
- "Fight Together" - 14° opening de One Piece (2011)
- "Contrail" (Doraemon The Gadget Cat From The Future (2015)
- "Hope" - 20° opening de One Piece (2017)

Canciones Tema
- "Chase The Chance" — The Chef (NTV, 1995)
- "Can You Celebrate?" — Virgin Road (Fuji TV, 1997)
- "I Have Never Seen" — Yonigeya Honpo (NTV, 1999)
- "All for You" — Kimi ga omoi de ni Naru Mae ni (Fuji TV, 2004)
- "Baby Don't Cry" — Himitsu no Hanazono (KTV, 2007)
- "Sexy Girl" — Otome no Punch (NHK, 2008)
- "Tempest" - Tempest (NHK, 2011)
- "Sit! Stay! Wait! Down!" & "Love Story" - Watashi ga Renai Dekinai Riyuu (Fuji TV, 2011)